# Харебава, Шалва Алексеевич
Шалва Алексеевич Харебава (1909 год — неизвестно, Зугдиди, Грузинская ССР) — старший агроном Ингирского совхоза имени Берия Министерства сельского хозяйства СССР, Зугдидский район, Грузинская ССР. Герой Социалистического Труда (1951).

## Биография
Родился в 1909 году в крестьянской семье в одном из сельских населённых пунктов современной Грузии. С раннего возраста трудился в сельском хозяйстве. После окончания сельскохозяйственного института трудился на ответственных должностях в сельском хозяйстве Грузинской ССР. В послевоенные годы — старший агроном Ингирского совхоза имени Берия (в последующем — совхоз имени Ленина).
Применял передовые агротехнические методы на чайной плантации. Благодаря его деятельности совхоз за короткий период достиг довоенного уровня производства чайного листа. За высокий урожай чайного листа в 1948 году был награждён Орденом Трудового Красного Знамени и по итогам работы в 1949 году — Орденом Ленина. В 1950 году совхоз сдал государству в среднем с каждого гектара по 4234 килограмма сортового зелёного чайного листа с площади 102,9 гектара. Указом Президиума Верховного Совета СССР от 1 сентября 1951 года удостоен звания Героя Социалистического Труда за «получение в 1950 году высоких урожаев сортового зелёного чайного листа» с вручением ордена Ленина и золотой медали «Серп и Молот».
Этим же указом званием Героя Социалистического Труда были награждены директор совхоза Александр Теймуразович Цхадая и рабочая Анна Александровна Мележко.
После выхода на пенсию поживал в Зугдиди.
Дети:
сын- Тимур Шалвович Харебава
дочь-Додо Шалвовна Харебава
Внуки:
Тамар Харебава
Шалва Харебава
Нино Гиоргадзе
Награды
- Герой Социалистического Труда
- Орден Ленина — дважды (31.07.1950; 1951)
- Орден Трудового Красного Знамени (05.07.1949)